# Hlîboka Dolîna, Hadeaci
Hlîboka Dolîna (în ucraineană Глибока Долина) este un sat în comuna Mala Pobîvanka din raionul Hadeaci, regiunea Poltava, Ucraina.

## Demografie
Componența lingvistică a localității Hlîboka Dolîna
     Ucraineană (96,04%)
     Rusă (3,96%)
Conform recensământului din 2001, majoritatea populației localității Hlîboka Dolîna era vorbitoare de ucraineană (96,04%), existând în minoritate și vorbitori de rusă (3,96%).